# 焦竑
焦竑（1540年—1619年），字弱侯，號澹園，又號漪園，世稱澹園或漪園先生、焦太史。南京旗手衛人，祖籍山东日照。明代状元、政治人物、史学家。

## 生平
焦竑出生於明嘉靖十九年（1540年）前後。 他自幼刻苦向學，博极群书。他的老師是耿定向。
嘉靖四十三年（1564年）甲子科應天府鄉試舉人。萬曆十七年（1589年），焦竑在會試中被錄取，在殿試以一甲狀元之名次被錄取，並被授與翰林院修撰官職。
他在萬曆年間擔任太子朱常洛之講官，並編撰蒙學讀本《養正圖解》，以勸導太子延續封建道統。《養正圖解》後在清朝受乾隆帝、嘉慶帝、光緒帝等統治者推崇。 由於在擔任太子教師後，屢屢直言批評時事等，他惹來不少同僚之厭惡，如張位、郭正域等。
他也在萬曆年間擔任主考官時，使徐光啓錄取為舉人。 萬曆二十五年（1597年），他在擔任順天鄉試主考官時因故被檢舉，後貶至福寧州擔任同知。後來，他又在大計中被降等，於是辭官。
他廣泛閱讀各種書籍，包含儒家經典、歷史文獻、野史、短篇論說文章等，为明代自杨慎以后最为博学的一个人。他擅長於寫作古文。
他在公開講述傳授個人思想時，以羅汝芳為參考對象，同時與耿定向、李贄等人保持友好關係。
明熹宗時期，為感念他與明光宗皇帝講學，恢復他的官職。弘光帝時期，他被賜予諡號文端。

## 著作
焦竑早年有文名，交遊廣泛，有为“士林祭酒”、“一代儒宗”之称。 尤其与异端人物如李贽、汤显祖、袁宏道、陶望龄等來往密切，特別是与李贽過從甚密，“笃信卓吾之学”。 他与李贽“相率而为狂禅，贽至于诋孔子，而竑亦至崇扬墨，与孟子为难”。 焦竑繼承王陽明及耿天台、羅近溪等人的思想而有所發展，反對蹈空崇虛，是晚明泰州学派重要學者。焦竑善寫古文，家中藏書豐富，又勤於著書。著有《國朝獻徵錄》120卷、《熙朝名臣实录》27卷、《逊国忠节录》4卷、《国史经籍志》6卷、《玉堂丛语》8卷、《皇明人物考》6卷、《京学志》8卷、《词林历官表》3卷、《焦氏藏書目》2卷、《澹園集》49卷及《續集》27卷、《老子翼》、《莊子翼》、《楞嚴經精解評林》、《楞伽經精解評林》、《圓覺經精解評林》及《法華經精解評林》等。此外尚有《焦氏筆乘》6卷和《续笔乘》8卷等。

## 家族
曾祖焦武，南京旗手衛副千户。祖父焦昱。父亲焦文傑，號後渠。